# Universidad Tecnológica de Altamira
La Universidad Tecnológica de Altamira es una institución de educación superior localizada en Altamira, Tamaulipas, México. Se conoce comúnmente como la UT de Altamira y sus siglas institucionales son UTA.

## Historia
La Universidad Tecnológica de Altamira nació como un proyecto presentado ante el Gobierno del Estado de Tamaulipas y de los estudios realizados de factibilidad sobre necesidades en el ramo industrial y de servicios de la zona conurbada de Altamira, Madero y Tampico; así en febrero del 2002, en conformidad con el Plan estatal del Gobierno y con el respaldo de la Federación da inicio el proyecto de la UT de Altamira.
Las actividades de la Institución inician en el mes de abril del 2002 con el Proyecto Universidad Tecnológica de Altamira, realizando en esta etapa toda la logística para el arranque de la misma, con la contratación de su personal tanto docente como administrativo.
La Universidad Tecnológica de Altamira inicia operaciones en las instalaciones que en su momento pertenecieron al Instituto de Capacitación Técnica para el Trabajo de Altamira (ICATTA). El día 15 de junio se realiza el primer examen de selección, para los alumnos que se incorporarían, por parte del CENEVAL y el  5 de agosto de 2002 inicia el curso terapéutico. Oficialmente el inicio de clases fue el 26 de agosto de 2002, con una  matrícula de 410 alumnos, distribuida en las carreras de: Comercialización, Electricidad y  Electrónica Industrial, Mantenimiento Industrial y Química Industrial.
La plantilla docente en un inicio fue  de 25 profesores, 13 de tiempo completo y 12  de asignatura. El personal administrativo y directivo estaba conformado por  24 personas.
En agosto del 2009 se hace el cambio de nombre a las carreras por el ajuste de los programas de estudios a competencias profesionales:
- Desarrollo de Negocios área Mercadotecnia
- Mecatrónica área Automatización
- Mantenimiento área Industrial

En el caso de Química industrial se hace el ajuste del programa hasta el 2010.
- Química Industrial área industrial

En lo que corresponde a la continuidad de estudios, la Universidad inicia en el mes de mayo del 2010 las Ingenierías:
- Ingeniería en Negocios y Gestión Empresarial
- Ingeniería en Mecatrónica
- Ingeniería en Mantenimiento Industrial
- Ingeniería Química de Procesos Industriales

En septiembre de 2012, inician las carreras de TSU en Nanotecnología y TSU en Energías Renovables, con lo cual se tienen 6 carreras a nivel TSU y 4 carreras con continuidad de estudios (ingenierías).
A la fecha, junio de 2014, la plantilla de personal docente está integrada por 56 profesores de tiempo completo y 62 profesores de asignatura. El personal administrativo y directivo está integrado por 51 personas. Cuentan con una matrícula de 1663 alumnos, de los cuales 1182 son de TSU y 481 son de Ingeniería; teniendo una proyección de la matrícula de 2360 para septiembre de 2014.
A lo largo de su historia la Universidad ha contado con dos rectores, siendo el rector fundador el Ing. Fidel Aguillón Hernández, quien cubrió su periodo desde el proyecto de creación, hasta el 11 de febrero de 2005.
En el periodo del 11 al 14 de febrero de 2005, quedó como encargado de rectoría el Ing. Leovigildo Ruanova Leal. El Dr. Armando Valdez Cantú, fue Rector durante el periodo del 14 de febrero de 2005 al 11 de julio de 2008. En el periodo del 11 al 15 de julio de 2008, queda como encargado de rectoría el Lic. Javier Niño Flores. El  Ing. Fidel Aguillón Hernández,  realiza otro periodo de Rectoría del  15 de julio de 2008 al 21 de abril de 2014. El Ing. Enoé Sánchez Pérez, del 21 de abril de 2014 a la fecha, queda como Encargado de la Rectoría.
El Ing. Miguel Ángel Macías Pérez a partir del 10 de junio de 2014 toma posesión como Rector de la Universidad Tecnológica de Altamira.

## Carreras
A continuación se mencionan las carreras que ofrece la institución:
Carrera en Técnico Superior Universitario (TSU): 
- Clases de desarrollo shinobi
- Desarrollo de Negocios
  - Área Mercadotecnia
  - Área Logística y Transportes

- Energías Renovables Área Solar

- Mantenimiento 
  - Área Industrial
  - Área Soldadura

- Mecatrónica Área Automatización

- Nanotecnología Área Materiales

- Química 
  - Área Industrial
  - Área Prevención de Corrosión

Ingenierías en:
- Negocios y Gestión Empresarial
- Logística Internacional
- Energías Renovables
- Mantenimiento Industrial
- Mecatrónica
- Nanotecnología
- Química de Procesos Industriales